# Lista över finländska sparbanker
Detta är en lista över finländska sparbanker. Listan innehåller både traditionella sparbanker och sparbanker vilka drivs som aktiebolag i Finland.

## Sparbanker
Banker med svenskspråkig service:
- Ekenäs Sparbank Webbplats
- Kristinestads Sparbank Webbplats
- Kvevlax Sparbank Webbplats
- Mörskom Sparbank Webbplats[död länk]
- Närpes Sparbank Webbplats
- Västra Nylands Sparbank Webbplats
- Vörå Sparbank Webbplats
- Yttermark Sparbank Webbplats[död länk]

Banker med finskspråkig service:
- Eräjärven Säästöpankki Webbplats[död länk]
- Etelä-Karjalan Säästöpankki Webbplats
- Eurajoen Säästöpankki Webbplats
- Huittisten Säästöpankki Webbplats
- Kiikoisten Säästöpankki Webbplats[död länk]
- Kortesjärven Säästöpankki Webbplats[död länk]
- Lammin Säästöpankki Webbplats
- Liedon Säästöpankki Webbplats
- Luopioisten Säästöpankki Webbplats
- Längelmäen Säästöpankki Webbplats
- Kalannin Säästöpankki Webbplats
- Mietoisten Säästöpankki Webbplats
- Parkanon Säästöpankki Webbplats[död länk]
- Pyhärannan Säästöpankki Webbplats
- Someron Säästöpankki Webbplats
- Suodenniemen Säästöpankki Webbplats
- Sysmän Säästöpankki Webbplats
- Säästöpankki Optia Webbplats
- Tuuloksen Säästöpankki Webbplats[död länk]
- Ylihärmän Säästöpankki Webbplats

## Aktiebolag
- Helmi Säästöpankki Oy Webbplats
- Ikaalisten Säästöpankki Oy Webbplats
- Kantasäästöpankki Oy Webbplats
- Oma Säästöpankki Oy Webbplats
- Nooa Sparbank Ab Webbplats
- Skärgårdssparbanken Ab Webbplats[död länk]